# Прислово
Прислово (рос. Прислово) — селище Зеленоградського району, Калінінградської області Росії. Входить до складу Красноторовського сільського поселення.
Населення — 26 осіб (2015 рік).

## Населення
| 2002 | 2010 |
| ---- | ---- |
| 26   | →26  |